# Rainer Zimmermann (Kommunikationswissenschaftler)

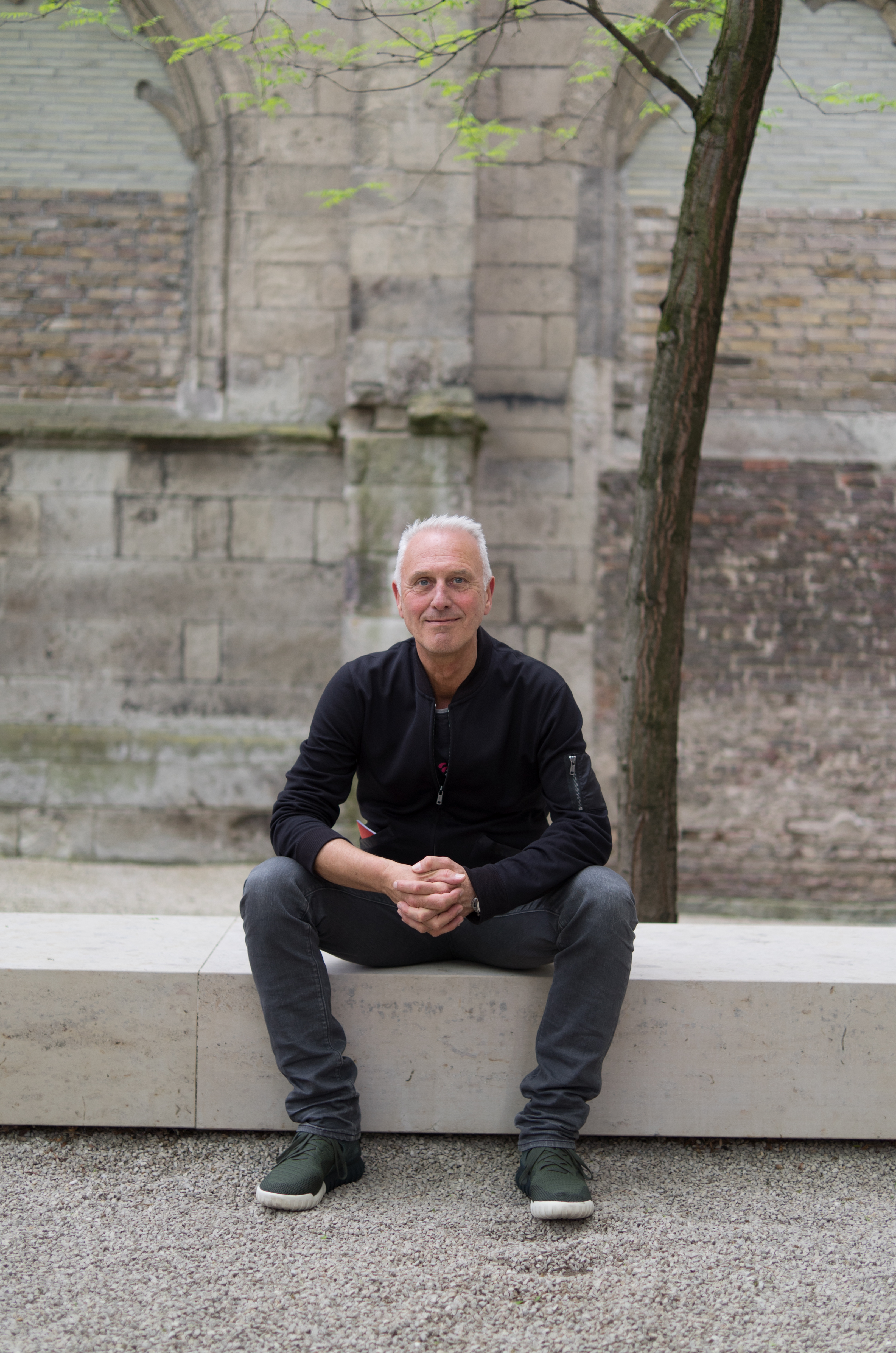
Rainer Zimmermann (2016)

Rainer Zimmermann (* 9. April 1956) ist ein deutscher Unternehmer, Kommunikationswissenschaftler, Hochschullehrer und Autor.

## Leben
Rainer Zimmermann studierte Germanistik, Soziologie und Publizistik in Münster und promovierte über den Epochenbegriff der 1930er-Jahre in Deutschland. Parallel zum Studium absolvierte er eine journalistische Ausbildung und schrieb als freier Redakteur für Magazine und Zeitungen. Seine Tätigkeit als Kommunikationsberater begann er bei ABC/Eurocom in Düsseldorf. 1992 wechselt er als Gesellschafter zur PR-Agentur Kohtes & Klewes und führt die Agentur als CEO 1996–1999. Im Jahre 2000 wurde er zum CEO der BBDO Germany berufen und engagiert sich in dieser Zeit auch als stellvertretender Präsident des Gesamtverbands Kommunikationsagenturen (GWA). 2004 formte Zimmermann aus Kohtes & Klewes und dem Brodeur Netzwerk die europäische Kommunikationsagentur Ketchum. Von 2009 bis 2012 leitete er den Think Tank der strategischen Kommunikationsberatung Deekeling Arndt Advisors. Von 2005 bis 2022 war Zimmermann Professor für Strategie & Design an der Peter Behrens School of Arts, Hochschule Düsseldorf. Seit 2022 ist er emeritiert. 
Unter dem Pseudonym Charles Wolkenstein arbeitet Rainer Zimmermann als Autor und Künstler.

## Lehre und Forschung
Parallel zu seiner Tätigkeit als Unternehmer in der Kommunikations- und Medienwirtschaft lehrte Zimmermann von 1997 bis 1998 Integrierte Kommunikation an der EBS Universität für Wirtschaft und Recht, einer Privatuniversität in Oestrich-Winkel und ab 1999 Markenführung und Campaigning an der Westfälischen Wilhelms-Universität in Münster. Von 2003 bis 2004 unterrichtete er Medienmanagement und Markenführung an der Johannes-Gutenberg-Universität Mainz. Von 2005 bis 2022 war er Professor für Strategie, Design und Kommunikation am Fachbereich Design der Fachhochschule Düsseldorf (heute Hochschule Düsseldorf). Von 2008 bis 2018 war er Mitglied des Hochschulrates der Hochschule Düsseldorf. Gemeinsam mit Philipp Teufel gründet er dort 2013 den Bachelor-Studiengang Retail Design.
In seiner Lehr- und Forschungsarbeit ist Zimmermann bis heute von Hermeneutik und Sprachphilosophie beeinflusst. Seine wissenschaftlichen und gestalterischen Arbeiten untersuchen das Verhältnis von Text und Bild, den Iconic Turn, interdisziplinäre strategische Handlungsmuster und Design als integrierte Prozessgestaltung. Zimmermann führt gemeinsam mit der Fachhochschule Düsseldorf sowie kooperierenden Universitäten Forschungsprojekte für die Industrie durch. Schwerpunkte dabei bilden die Branchen Automobil, Finanzdienstleistungen und Telekommunikation. Seit 2009 lehrt und forscht Zimmermann verstärkt in den Bereichen New Civic Design und Retail Design.

## Identity Foundation
Die Identity Foundation wurde im Jahr 1998 von Paul J. Kohtes gegründet, mit dem Ziel, einen Beitrag zur wissenschaftlichen Erforschung des Komplexes Identität zu leisten. Dabei ist es der Stiftung ein Anliegen, dass interdisziplinäre Ansätze aus der Ontologie gewählt werden. Die relevanten Disziplinen umfassen Soziologie, Psychologie, Philosophie, Betriebswirtschaft, Theologie und Kunst. Studien und Forschungsprojekte der Stiftung untersuchen bspw. die Identität von Managern, Europa und Deutschland, das Verhältnis von Spiritualität und Glück oder die Unterschiede zwischen einer asiatischen und einer europäischen Konzeption von Identität. Seit 2001 verleiht die Stiftung mit dem Meister-Eckhart-Preis den höchstdotierten Philosophiepreis in Deutschland, mit dem bisher Richard Rorty (2001), Claude Lévi-Strauss (2003), Ernst Tugendhat (2005), Amartya Sen (2007), Amitai Etzioni (2009) und Michel Serres (2012) ausgezeichnet wurden. Zimmermann ist Gründungsmitglied des wissenschaftlichen Beirates und Jury-Mitglied des Meister Eckhart Preises. Seit 2016 ist Zimmermann im Vorstand der Identity Foundation.

## Think Tank
Der Think Tank der strategischen Kommunikationsberatung Deekeling Arndt Advisors entwickelt unter der Leitung von Zimmermann Instrumente, um Innovations- und Changeprojekte sowie Wachstumsprogramme intellektuell und kreativ zu dynamisieren. Schwerpunkte setzt Zimmermann hier auf interdisziplinäre Forschungsprojekte zu Wirtschafts- und Strategiefragen. So ist der Think Tank mit seinem wissenschaftlichen Kuratorium und einem Netzwerk aus Politik, Wirtschaft, Wissenschaft und Design auf die Themen Strategie, Innovation, Kunst, Kultur & Design, Wissenschaft sowie Zukunftsforschung global und interdisziplinär ausgerichtet.
Mitglieder des wissenschaftlichen Kuratoriums des Deekeling Arndt Think Tanks sind Heinz-Werner Nienstedt, Professor für Medienmanagement an der Johannes Gutenberg-Universität Mainz und ehemaliger CEO bei der Verlagsgruppe Handelsblatt sowie Walter Reese-Schäfer, Professor für Politikwissenschaft mit den Schwerpunkten Ideengeschichte und Zeitdiagnostik an der Georg-August-Universität Göttingen.

## Mitgliedschaften
- Vorstandsmitglied der Identity Foundation[7]

## Veröffentlichungen (Auswahl)
- Mit Philipp Teufel: Holistic Retail Design. Reshaping shopping for the digital era. Amsterdam 2015, ISBN 978-94-91727-65-8.
- Mit Victor Malsy, Philipp Teufel (Hrsg.): Kommunikationsdesign. Düsseldorf 2012.
- Identity Foundation (Hrsg.): Deutsche Identität denken – Zum 60. Geburtstag der Bundesrepublik Deutschland. Düsseldorf 2009.
- Jürgen Vogdt (Hrsg.):  Blade – In Sachen Aufklärung. Kleve 2005.
- Truesign. Anstelle fremder Denkofferten den eigenen Gegenstand denken. In: Peter Zec (Hrsg.): International Yearbook Communication Design 2004/2005. Ludwigsburg 2004/2005. S. 14–17.
- Von der Diversifikation zur Integration. Strategien, Geschäftsmodelle und Management von Kommunikationsagenturen 1993–2003. In: Max Ringlstetter, Bernd Bürger, Stephan Kaiser (Hrsg.): Strategien und Management für Professional Service Firms. Weinheim 2004. S. 307–328.
- Markenwertbasiertes Management von Premiummarken. In: Bernd Wirtz und Olaf Göttgens (Hrsg.): Integriertes Marken- und Kundenwertmanagement. Wiesbaden 2004. S. 191–207, ISBN 3-409-12741-0.
- Internal and external Communications. In: Gerhard Picot (Hrsg.): Handbook of International Mergers & Acquisitions. Stuttgart 2002. S. 342–370.
- Interne und externe Kommunikation. In: Gerhard Picot (Hrsg.): Handbuch Mergers & Acquisitions. Stuttgart 2000. S. 419–452.
- Mit Klaus Merten  (Hrsg.): Das Handbuch der Unternehmenskommunikation 1998–2003. Köln/Neuwied.
- Das dramatische Bewusstsein. Studien zum bewußtseinsgeschichtlichen Ort der Dreißiger Jahre in Deutschland. Literatur als Sprache, Band 6. Münster 1989, ISBN 3-402-03601-0. (Dissertation)
- Das Strategiebuch. Campus Verlag GmbH, Frankfurt/New York 2011. ISBN 978-3-593-39350-6[8]

Als Charles Wolkenstein (Pseudonym):
- The Horn of Plenty – A Brief Theory of Luxury / Eine kurze Theorie des Luxus. Düsseldorf, Vista Verlag 2021. ISBN 978-3-982-25421-0[4]